# John F. Kennedy mladší

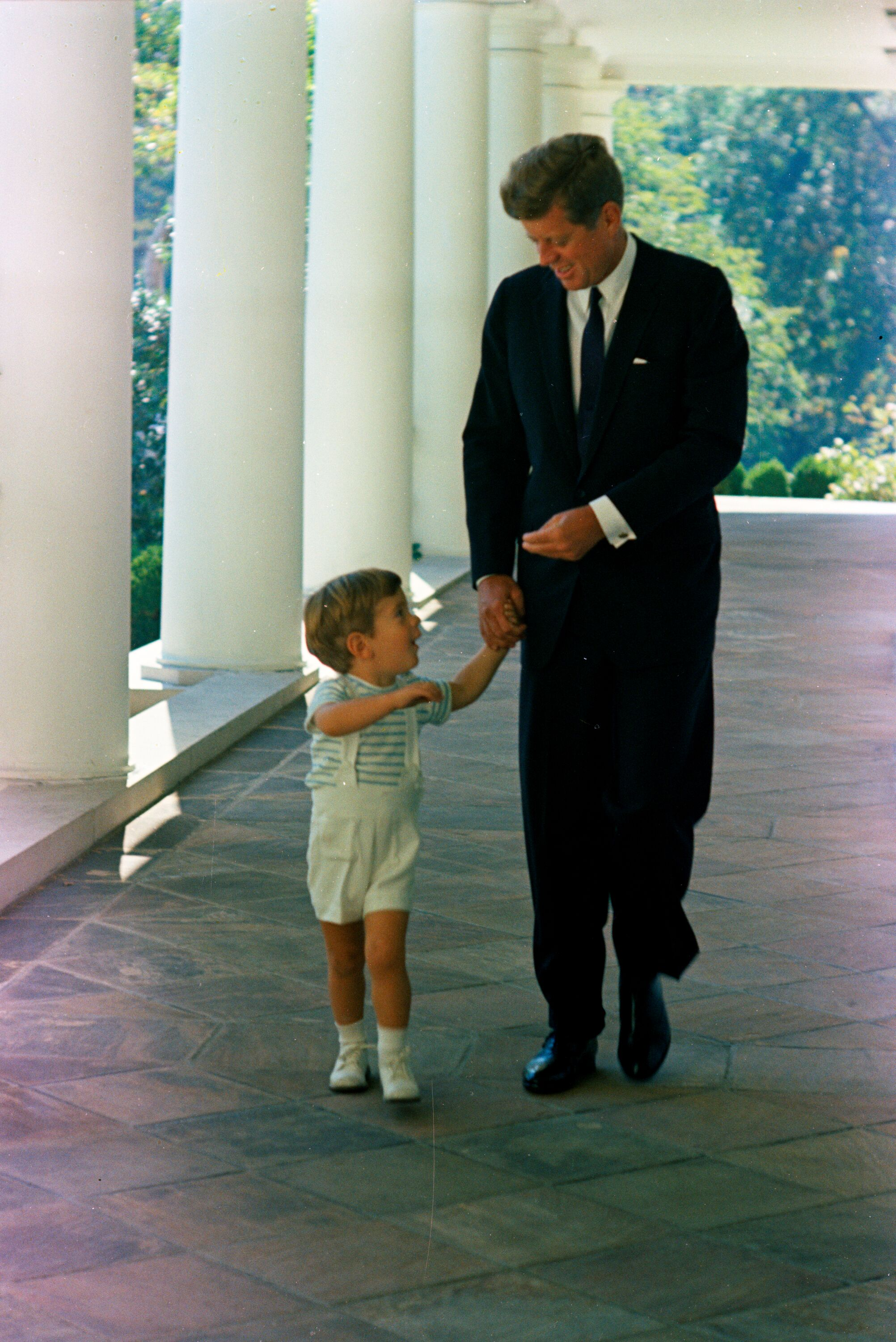
Prezident John F. Kennedy se synem v Bílém domě, 1963, foto: Cecil W. Stoughton

John Fitzgerald Kennedy mladší (25. listopadu 1960 – 16. července 1999), znám také jako John F. Kennedy, Jr., JFK mladší, John mladší, John Kennedy nebo John-John, byl americký novinář, právník, vydavatel časopisu a pilot, třetí potomek 35. prezidenta USA Johna F. Kennedyho a Jacqueline Kennedyové Onassisové.

## Dětství
Narodil se v Georgetownské univerzitní nemocnici ve Washingtonu, D.C. šestnáct dní po zvolení otce prezidentem USA. Jako nejmladší člen první rodiny země žil do tří let v Bílém domě. Přezdívku „John-John“ získal díky přeslechu reportéra, který se domníval, že otec oslovil syna dvakrát za sebou v rychlém sledu jménem John. Přestože média ho tímto pojmenováním titulovala po celý život, rodina přezdívky nepoužívala.
22. listopadu 1963 byl na prezidenta Kennedyho spáchán atentát v texaském Dallasu a tři dny poté, v den jeho třetích narozenin, se konal pohřeb. Poté vyrůstal v newyorském East Side na Manhattanu. V roce 1968 se jeho matka podruhé vdala za řeckého rejdaře Aristotela Onassise, se kterým se seznámila na počátku 60. let. Manželství trvalo až do Onassisovy smrti v roce 1975.

## Vzdělání
Základní školu navštěvoval v newyorské Collegiate School, střední školu absolvoval na Phillips Academy v massachusettském Andoveru. Bakalářský titul z historie získal v roce 1983 na Brownově univerzitě, kde se stal členem spolku ΦΚΨ (Fí Kappa Psí).
Poté odcestoval do Indie a nějaký čas strávil na University of Delhi, kde se setkal s Matkou Terezou. Spolupracoval také na podpůrných projektech rodiny Kennedyů jako byly Exodus House či Reaching Up. V letech 1984–1986 pracoval v newyorském Úřadu pro obchodní rozvoj, poté roku 1986 jako náměstek ředitele 42nd Street Development Corporation. Mimoto se věnoval trochu hraní, což byla jedna z jeho vášní již na Brownské univerzitě.
V roce 1988 byl časopisem People vybrán za „nejvíce sexy muže“ a stal se jediným takovým mužem, který nebyl profesionálním hercem.
V roce 1989 získal titul doktor práv (J.D.) na New York University School of Law. Poté dvakrát neuspěl u advokátních zkoušek, které získal na třetí pokus v červenci 1990. V letech 1990–1994 pracoval jako státní zástupce v manhattanském okrsku.

## Veřejný život
V roce 1995 založil časopis George s měsíční periodicitou, který se zaměřil na politiku a životní styl. Kontroloval 1 % firemních akcií. Po jeho smrti byl časopis prodán partnery a přestal být vydáván na počátku roku 2001.

## Rodinný život
Mezi jeho přítelkyně patřily například modelky Julie Baker, Ashley Richardson, herečky Christina Haag, Sarah Jessica Parker (vztah v roce 1988) nebo Daryl Hannah (1989–94). Krátkým poměrem také prošel se zpěvačkou Madonnou.
Oženil se 21. září 1996 na ostrově Cumberland v Georgii s Carolyn Bessettovou.
Měl starší sestru Carolin Kennedyovou (nar. 1957).

## Smrt
John F. Kennedy mladší se se svým sportovním letadlem Piper PA-32R zřítil 16. července 1999 do Atlantského oceánu zhruba 12 kilometrů od ostrova Martha's Vineyard. V troskách stroje zemřely kromě něj i jeho manželka Carolyn a švagrová Lauryn Bessettová.
Podle zprávy o vyšetřování NTSB byla jako příčina stanovena ztráta prostorové orientace pilota. Kennedy, který měl licenci na létání za viditelnosti, ztratil prostorovou orientaci kvůli tmě, letu nad mořem (bez výrazných orientačních bodů) a špatnému počasí. Při pokusu o naladění rádiové frekvence, která by ho informovala o počasí (126,25 MHz), zadal frekvenci nesprávně 127,25 MHz. Tento omyl ještě nemusel mít fatální následky, ale odvedl jeho pozornost, takže během zadávání frekvence mohlo dojít k zatáčení letadla. Poté, co se plně začal věnovat řízení, se jeho odhad sklonu a náklonu letadla neshodoval s údaji z přístrojů, a protože neměl potřebnou praxi a neabsolvoval zkoušky pro létání podle přístrojů, mohl věřit svým smyslům více než umělému horizontu. Poté se stroj naklonil a otočil střechou dolů, načež narazil na hladinu.